# 게일어 연맹

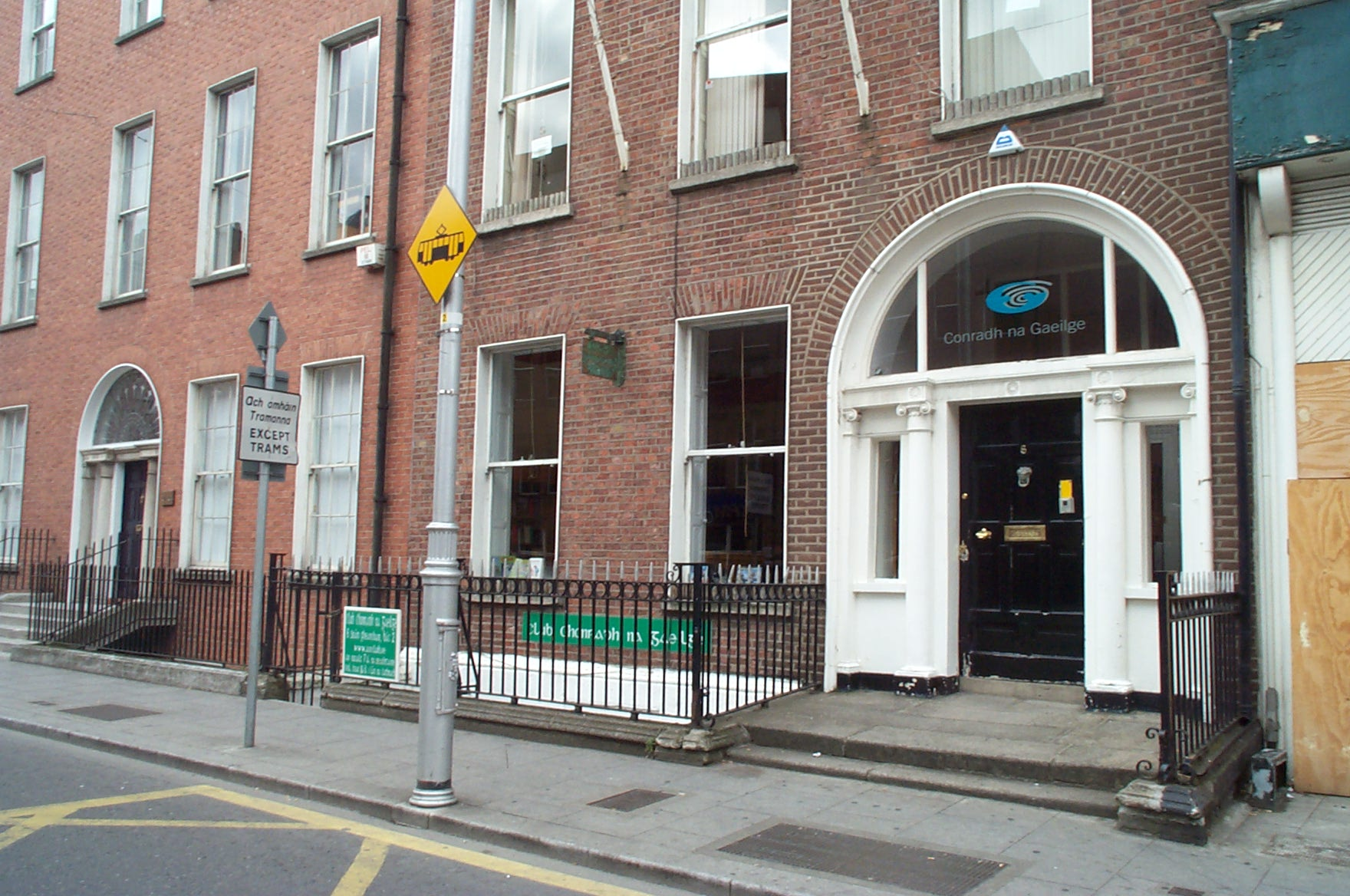
더블린 게일어 연맹

게일어 연맹(아일랜드어: Conradh na Gaeilge, The Gaelic League)은 "아일랜드에서 아일랜드어가 지속적으로 사용되기 위한 목적"을 가지고 창설된 조직이다. 1893년 7월 31일 더블린에서 더글러스 하이드가 창설했다. 연맹의 전신은 게일어 협회였으며 게일어 부활운동에 앞장섰다. 게일어 연맹의 첫 신문은 An Claidheamh Soluis("빛의 검")이었고 편집장은 패트릭 피어스였다.
정치와는 무관했으나 연맹은 게일인 체육협회가 예전에 그러했듯이 능숙한 언변에 재능이 있는 아일랜드 민족주의자들을 불러모았다. 연맹을 통해 아일랜드 의용군에 기반을 둔 많은 미래의 정치가들과 독립 운동가들이 첫 대면을 하였다. 부활절 선언에 서명한 대부분의 사람들이 이 연맹의 회원이었다.